# Amleto Novelli
Pour les articles homonymes, voir Novelli.
Amleto Novelli (né le 18 octobre 1885 à Bologne et mort le 16 avril 1924 à Turin) est un acteur italien de l'époque du muet. Il est apparu dans plus de cent films entre 1909 et 1924.

## Biographie
Amleto Novelli est né à Bologne en 1885 mais déménage rapidement à Rome. Il débute comme acteur au théâtre en 1906 et est engagé par la maison de production cinématographique Cines. 
Il interprète plus de cent films et meurt à Turin le 16 avril 1924 d'une encéphalite léthargique à l'âge de trente-huit ans, pendant le tournage du film de Mario Camerini La casa dei pulcini. Il est enterré à Rome au Cimetière communal monumental de Campo Verano.
Son épouse Adalgisa Orlandini est également une actrice.

## Filmographie partielle
- 1909 : Bianca Cappello
- 1910 : Messaline
- 1911 :  
  - Brutus
  - Agrippine
- 1912 : 
  - Le Pays qui fermente (Nella terra che divampa) d'Enrico Guazzoni
  - La Rose de Thèbes (La rosa di Tebe) d'Enrico Guazzoni
- 1913 : 
  - La Jérusalem délivrée d'Enrico Guazzoni
  - Antoine et Cléopâtre
  - Quo Vadis ? d'Enrico Guazzoni
- 1914 : 
  - Jules César
  - Scuola d'eroi d'Enrico Guazzoni
- 1915 : La Marche nuptiale
- 1916 : Madame Tallien de Mario Caserini et Enrico Guazzoni
- 1917 : 
  - Malombra
  - Ivan le Terrible
- 1918 : 
  - Fabiola
  - La Jérusalem délivrée
- 1919 : Il padrone delle ferriere
- 1920 : 
  - L'Ombre
  - Zingari
- 1921 : Folie d'amour
- 1924 : 
  - La casa dei pulcini de Mario Camerini
  - La congiura di San Marco